# Stewart (Schiff, 1920)
Die Stewart, auch USS Stewart (Kennung: DD-224), war ein Zerstörer der Clemson-Klasse der US-amerikanischen Marine. Der Zerstörer war seit 1923 Teil der United States Asiatic Fleet und wurde in der Seeschlacht in der Straße von Badung schwer beschädigt. Der Zerstörer konnte noch Surabaya am 22. Februar 1942 erreichen. Das Wrack wurde bei der Räumung des indonesischen Hafens durch die alliierten Truppen mit dem Schwimmdock, in dem er sich seit seiner Ankunft befand, versenkt.
In den USA entstand 1942/43 als Ersatz der Geleitzerstörer USS Stewart (DE-238) der Edsall-Klasse.
Im Februar 1943 hoben die japanischen Besatzer die gesunkene Stewart und begannen die Instandsetzung des alten Zerstörers. Im Herbst 1943 konnte das Schiff als Patrouillenschiff Nr.102 (Dai-102-Gö shökaitei) für die Kaiserlich Japanische Marine in Dienst gestellt werden. Wie die ehemalige Stewart nahm die japanische Marine auch den in Hongkong von den Briten versenkten Zerstörer Thracian der S-Klasse als Patrouillenschiff Nr.101 und den in Surabaya gesunkenen niederländischen Zerstörer Banckert der Admiralen-Klasse als Patrouillenschiff Nr.106 in Dienst. Die drei ehemals alliierten Zerstörer überstanden den Krieg.
Im Herbst 1945 wurde der ehemals amerikanische Zerstörer wieder der US Navy (USN) übergeben. Der ehemalige Zerstörer erhielt nur seine alte Kennung DD-224, da sein Name inzwischen wieder vergeben war und wurde dann im Mai 1946 vor San Francisco als Ziel versenkt.

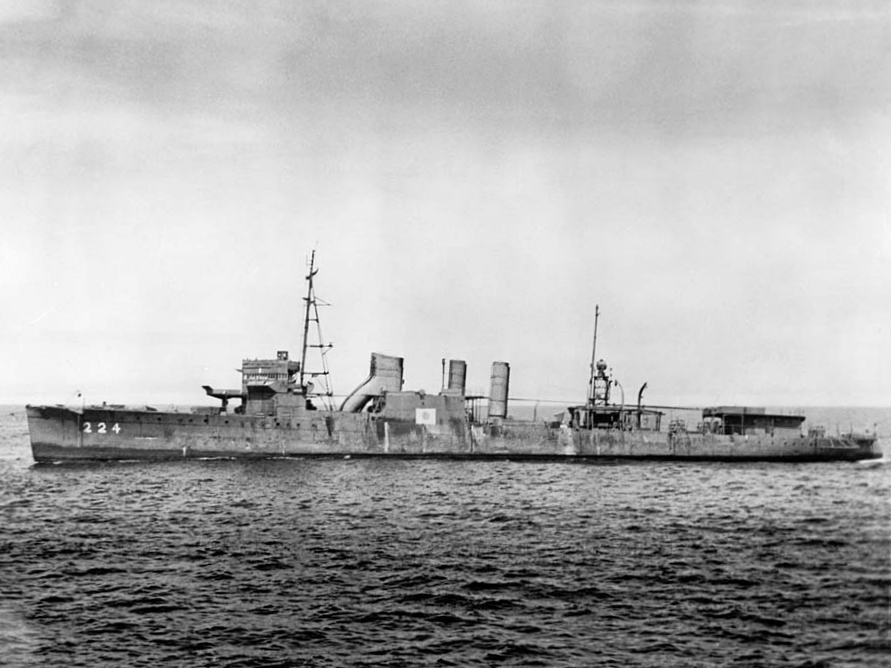
Die ehemalige USS Stewart nach ihrer Rückübernahme

## Geschichte des Schiffes
Der Bau des Zerstörers DD-224 begann am 9. September 1919 auf der Werft von William Cramp & Sons in Philadelphia mit der Baunummer 490. Die Bauwerft baute diesen Typ seit dem August 1918 [USS Chandler (DD-206/DMS-9/AG-108) BN°472] und bis zum 19. April 1921 [USS Paul Jones (DD-230) BN°496]: Insgesamt 25 Zerstörer dieses Typs. Am 4. März 1920 lief der Zerstörer vom Stapel und erhielt seinen Namen nach dem Konteradmiral Charles Stewart (1778–1869) von dessen Enkelin Mrs. Margaretta Stewart Stevens. Am 15. September 1920 wurde der Neubau von der US Navy übernommen.

### Einsatz bei der US Navy
Der neue Zerstörer wurde der Reserve-Division zugeteilt und war meist küstennah im Einsatz. Am 12. Oktober 1921 wurde die Stewart der Destroyer Squadron, Atlantic, zugeteilt. Der Zerstörer nahm vom 12. Januar bis zum 22. April 1922 an den Flottenmanövern in der Karibik teil. Nach einigen Reparaturen wurde der Zerstörer dann nach Newport (Rhode Island) verlegt. Von dort startete die Stewart am 20. Juni nach Ostasien. Über das Mittelmeer und den Indischen Ozean lief der Zerstörer zu den Philippinen, um künftig im Dienst der Asienflotte zu verbleiben. Das Schiff sollte in den kommenden 23 Jahren nicht in die USA zurückkehren.
Am 26. August 1922 erfolgte die Übernahme des Zerstörers in den Dienst der US Asia Fleet in Chefoo. Stewart begann den Routinedienst der Asienflotte mit Übungen aus den Häfen Chefoo und Tsingtau im Sommer und Manila im Winter sowie Besuchen von weiteren chinesischen Häfen während der Märsche zur Winter- bzw. Sommerstation. Eine erste Routine war der Besuch von Yokosuka vom 6. bis zum 21. September 1923 zur Teilnahme an den Hilfsmaßnahmen der US-Flotte nach dem Großen Kantō-Erdbeben dort und in Tokio vom 30./31. August. Vom 25. Mai bis zum 16. Juni 1924 unterstützte die Stewart die drei Douglas World Cruiser der US Army beim Versuch, als erste die Erde zu umfliegen. Sie unterstützte die Flugzeuge in Japan und dann in Shanghai. Zwischen 1924 und 1928 kam es zu schweren feindlichen Übergriffen in Shanghai und Kanton. Im Januar 1925 transportierte die Stewart Marines nach Shanghai. Der Zerstörer verstärkte in den folgenden Jahren die üblichen Kontrollfahrten mit Kanonenbooten auf dem Jangtsekiang und im Bereich von Kanton. Als am 24. März 1927 kommunistische chinesische Truppen in Nanking Ausländer angriffen, befand sich die Stewart in Shanghai und verblieb dann in den nächsten 3,5 Wochen zum Schutz amerikanischer Bürger und des Schiffsverkehrs auf dem Fluss. Anfangs im Vertragshafen Wuhu stationiert, lag der Zerstörer später auch in Nanking, Shanghai und anderen Häfen. Im Januar 1932 lag der Zerstörer auch an der chinesischen Küste, als die Japaner von See und aus der Luft Shanghai angriffen. Der Zerstörer schützte Amerikaner und ihre Interessen zuerst vom 1. bis zum 3. Februar in Swatow, dann in Amoy vom 9. bis zum 24. Februar und vom 26. Februar bis zum 23. Mai 1932 die US-amerikanischen Interessen in Shanghai.
Als 1937 der Japanisch-Chinesische Krieg offen ausbrach, war die Stewart meist in chinesischen Häfen stationiert. In Tsingtau und Shanghai war der Zerstörer vom 15. August bis zum 18. Dezember 1937, dann vom  21. Februar bis zum 21. März 1938 und vom 3. Juni bis zum 4. September 1939. Wegen des inzwischen in Europa ausgebrochenen Krieges wurde der Zerstörer zu den Philippinen befohlen. Die Stewart sollte sich an der Sicherung der dortigen Gewässer beteiligen. Die Aufgabe endete am 5. April 1940, als der Zerstörer planmäßig die Marinewerft in Cavite anlief, wo er bis zum 1. Juni verblieb. Nach ihrer Überholung sicherte die Stewart als Sicherungszerstörer den Luftverkehr mit Flugbooten auf der letzten Etappe der Orient-Line der PanAm zwischen Guam und den Philippinen. Vom 7. Juli bis zum 27. November 1940 war die Stewart nochmals vor China eingesetzt. Die verschärfte internationale Lage verhinderte 1941 einen erneuten Einsatz des Zerstörers vor der chinesischen Küste. Der Zerstörer blieb nun zur Sicherung der amerikanischen Besitzungen 1941 in den Philippinen. Am 27. November 1941 erhielt der Zerstörer den Befehl, wie alle größeren Einheiten der Asiatic Fleet, sich in Niederländisch-Indien der niederländischen Flotte anzuschließen.

#### Einsatz im Zweiten Weltkrieg
Die Stewart befand sich in Tarakan, Borneo, mit anderen amerikanischen und niederländischen Schiffen, als Meldungen über den Kriegsausbruch mit Japan eintrafen. In den letzten Wochen des Jahres 1941 sicherte der Zerstörer Hilfsschiffe der US Navy beim Rückzug von den Philippinen nach Port Darwin in Australien. Am 9. Januar 1942 verließ die Stewart mit den Kreuzern Boise und Marblehead sowie den Zerstörern Bulmer, Pope, Parrot und Barker Darwin in Richtung Surabaya mit dem niederländischen Transporter Bloemfontein (10.081 Bruttoregistertonnen, Baujahr 1934). Auf dem Transporter befanden sich dann Verstärkungen der US-Armee für den Kampf um Niederländisch Ostindien, wobei zuvor Umladungen vom sogenannten Pensacola-Konvoi erfolgt waren. An Bord des Transporters befanden sich vor allem Artillerie-Einheiten der US-Armee, die eigentlich für die Philippinen vorgesehen waren, dorthin aber nicht mehr gebracht werden konnten, zumal inzwischen der Rückzug von dort beschlossen war. Der Konvoi erreichte den niederländischen Hafen Surabaya am 11. Januar.
Ab dem 30. Januar begleitete Stewart die Marblehead und stieß mit dem Kreuzer aus Bunda Roads am 4. Februar gegen japanische Einheiten am Südeingang der Straße von Makassar vor. Die Marblehead wurde bei Tageslicht durch japanische Luftangriffe schwer beschädigt und Stewart begleitete den Kreuzer zurück zur Basis in Tjilatjap auf Java. Der Zerstörer wurde dann der ABDA-Flotte unter Admiral Karel Doorman zugeteilt, die am 14. Februar gegen japanische Kräfte vorstieß, die entlang der Nordküste von Sumatra vordrangen. Während des Anmarsches konnte die Stewart nur knapp einen Zusammenstoß mit dem vor ihr laufenden niederländischen Zerstörer vermeiden, der auf ein Riff in der Stolze-Straße aufgelaufen war. Am 15. Februar wurde der Verband in der Bangka-Straße mehrfach aus der Luft angegriffen. Obwohl die Luftangriffe abgewehrt werden konnten, entschied sich der Admiral für den Abbruch des Unternehmens, da er eine Fortführung ohne eigene Luftsicherung für sinnlos hielt, und befahl den Abbruch. Die Stewart wurde am 16. Februar entlassen, um in der Ratai Bay von Sumatra aufzutanken. Als die Japaner dann am 19. Februar auf Bali landeten, waren Admiral Doormans Einheiten relativ weit verteilt. Dennoch entschied er sich für einen Angriff auf die Japaner in drei Gruppen, der dann in der Nacht zum 20. Februar zur Seeschlacht in der Straße von Badung führte. Stewart führte die zweite Gruppe mit dem niederländischen Kreuzer Tromp und drei weiteren US-amerikanischen Zerstörern bei diesem Angriff in der Nacht. Die Gruppe um die Stewart geriet in sehr präzises Feuer japanischer Zerstörer, die Stewart verlor ihre Boote und erhielt weitere Treffer in verschiedenen Bereichen. Trotz schwerster Schäden konnte der Zerstörer seine Position halten und erreichte im Verband am folgenden Morgen Surabaya.

#### Verlust des Schiffes
Als das am stärksten beschädigte Schiff kam die Stewart nach dem Gefecht zuerst in ein Schwimmdock in Surabaya am 22. Februar 1942. Unzureichend gestützt, kippte der Zerstörer beim Aufschwimmen des Docks auf die Seite. Teile des Schiffe lagen dadurch im Wasser. Der Fehler führte zu weiteren Schäden und verdrehte ihre Schrauben. Da der Hafen ständig von den Japanern aus der Luft angegriffen wurde und die Besetzung durch japanische Bodentruppen drohte, war mit einer Reparatur des Zerstörers nicht mehr zu rechnen. Daher sollte der Zerstörer selbst vernichtet werden. Die Besatzung räumte das Schiff und die noch funktionierende Hafenverwaltung sollte den Zerstörer versenken.
Am Schiff wurden Sprengsätze angebracht. Das schwer beschädigte Schiff wurde im Schwimmdock nochmals von einer Fliegerbombe getroffen. Am 2. März 1942 wurde der Hafen dann geräumt und das Dock mit seinem Inhalt versenkt.

Am 25. März 1942 wurde das Schiff offiziell von der Navy list gestrichen. Der Name wurde an den neuen Geleitzerstörer USS Stewart (DE-238) vergeben, der heute ein Teil des Historic Place im Seawolf Park in Galveston ist.

### Einsatz unter japanischer Flagge

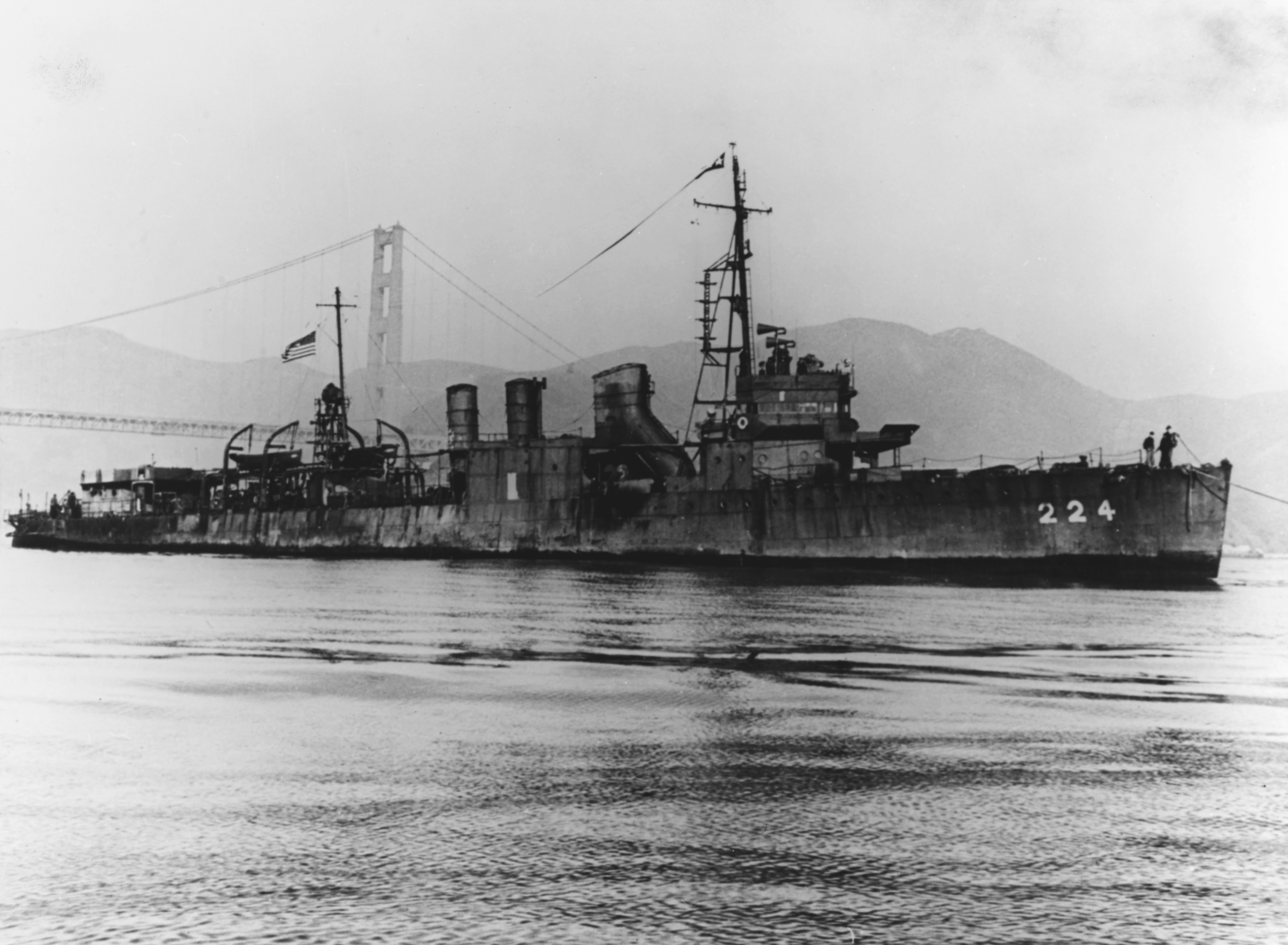
DD-224 erreicht San Francisco, März 1946

Schon während des Krieges berichteten amerikanische Piloten über ein amerikanisches Kriegsschiff innerhalb der vom Feind beherrschten Gewässer. Das Schiff hatte einen typisch japanisch zusammengeführten vorderen Schornstein, aber die typische Rumpfform amerikanischer Vier-Schornsteiner.
Die Japaner hatten die Stewart nach über einem Jahr unter Wasser im Februar 1943 gehoben und am 20. September 1943 als Patrouillenboot Nr. 102 (Dai-102-gō shōkaitei) für die South East Aera Fleet der Kaiserlich Japanischen Marine übernommen. Bewaffnet wurde das neue Boot mit zwei 3-inch-Geschützen und zwei schweren 0,5-inch-FlaMG aus niederländischen Beständen, zwei leichten japanischen 25-mm-Maschinenkanonen sowie 72 Wasserbomben. Von der Maschinenanlage waren noch drei Kessel nutzbar, die bis zu einer Leistung von 14.000 PS genutzt werden konnten und eine Höchstgeschwindigkeit von 26 Knoten ermöglichten.
Das Schiff  übernahm Geleitaufgaben im Bereich der japanischen Südwestflotte. Am 23. August 1944 war das Boot an der Versenkung des amerikanischen U-Boots USS Harder durch das japanische Geleitboot Nr. 22 (Dai-22-gō kaibōkan) beteiligt. Im November 1944 kam PB-102 zu Reparaturen nach Kure. Gleichzeitig wurde vorn ein leichter Dreibeinmast eingebaut, die Flugabwehr des Schiffes verstärkt und die Sensoren modernisiert. Die Bewaffnung bestand jetzt aus zwei 7,62-cm-Flugabwehrkanonen Typ 3, vierzehn 25-mm-Flugabwehrkanonen (vier Drillinge und zwei Einzelgeschütze) und zwei schweren MG-Zwillingen.
Der Versuch, wieder in den Südpazifik zu gelangen, scheiterte. Am 28. April 1945 wurde das Boot von amerikanischen Flugzeugen in koreanischen Mokpo schwer beschädigt. Das bis dahin noch zur Südwestflotte gehörende Schiff wurde an den Marine-Distrikt Kure abgegeben. Im August 1945 fanden dann amerikanische Besatzungstruppen in der Hiro Bay nahe Kure den ehemals amerikanischen Zerstörer. 

### Rückkehr in den Dienst der US Navy und Ende derStewart

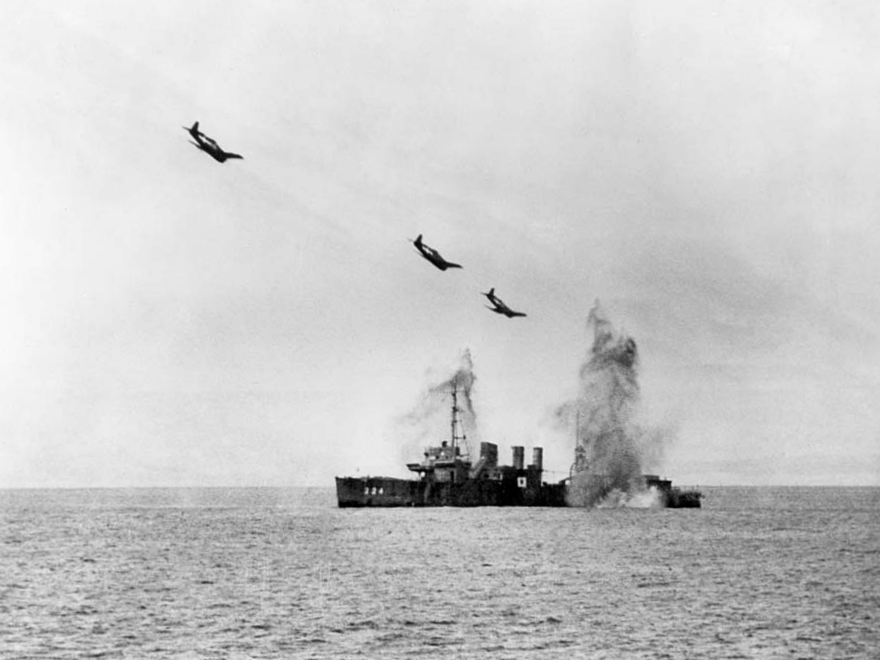
Übungs-Angriff von drei Grumman F6F Hellcat auf das Schiff 1946

Mit einer feierlichen Zeremonie  wurde der ehemalige Zerstörer am 29. Oktober 1945 von der United States Navy in Kure wieder in Dienst gestellt. Offiziell hieß das Schiff dann einfach DD-224, wurde von seiner Besatzung aber  „RAMP-224“ genannt; RAMP stand für „Recovered Allied Military Personnel“. Auf der Heimreise versagten die Maschinen nahe Guam und das Schiff erreichte San Francisco erst Anfang März 1946 im Schlepp.

DD-224 wurde am 23. Mai 1946 endgültig außer Dienst gestellt und am folgenden Tag vor San Francisco als Ziel für Flugzeuge versenkt. Fünf F6F-Hellcat-Jagdbomber trafen das Schiff mit 18 Raketen und unzähligen Treffern ihrer schweren Maschinengewehre, ohne das Schiff versenken zu können. Der alte Zerstörer wurde schließlich von USS PC-799 mit weiteren zwölf 40-mm- und siebzehn 3-in-Treffern aus kurzer Distanz versenkt.

### Auffinden des Wracks
Über siebzig Jahre nach der Versenkung wurde im Herbst 2024 der genaue Lageort des überdurchschnittlich gut erhaltenen Wracks mittels Unterseedrohnen im Cordell Bank National Marine Sanctuary bestimmt.